# Букар Д'Ґджіама
Букар Д'Ґджіама (д/н–1828) — 4-й маї (володар) Мандари в 1773—1828 роках. Відомий також як Букар а-Джама або Букар Гуйана.

## Життєпис
Походив з династії Санкре. Посів трон 1773 року після смерті батька — маї Балді. Продовжив війну проти Алі III, маї Борну, успішно розпочату попередником. 1781 року у вирішальній битві завдав тому нищівної поразки, внаслідок чого Мандара звільнилася від залежності.
Невдовзі Букар захопив південносхідні області Борну. На півночі кордони Мандари досягли земель арабів-шува. На заході розширив кордони держави до річки Єдсерам, захопивши пагорби біля Гонголи. На сході загони Мандари дійшли міст Гісіга, Мусгун і Масса. Загалом підкорили 15 вождіств. Здійснювалися активні грабіжницькі й людоловські походи проти фульбе в басейни річок Кеббі й Біндір, до гір Міндіф. Водночас маї сприяв розбудові столиці Дуло.
1809 року стикнувся з еміром Модібо Адама, що очолював джихад фульбе з халіфату Сокото на південні землі. Букар відмовився підкоритися, внаслідок чого почалася війна. У битві біля Пата мандарська армія зазнала тяжкої поразки. В результаті ворог підійшов до столиці Дуло. Адама став вимагати підкоритися халіфу та запровадити в Мандарі відроджений іслам. Букар відмовився, але не зміг протидіяти супротивникові. В результаті Модібо Адама захопив Дуло, яку пограбував.
Букар відступив до південних земель, де зібрав нове військо, з яким раптовим ударом звільнив Дуло, змусивши Адаму відступати на північ. До 181 року встановилося перемир'я.
З огляду на загрозу уклав союз з Ібрагімом IV, маї Борну, видавши заміж за нього свою доньку. Втім військова кампанія 1823 року Борну і Мандари проти Модібо Адами загалом зазнала невдачі.
До кінця панування зумів відродити військову та економічну потугу держави. Разом з тим переніс столицю з Дуло до Мори. Помер 1828 року. Спадкував йому Хіасе.